# Mladotické Mlaky
Mladotické Mlaky jsou osada v okrese Písek v Jihočeském kraji. Je součástí obce Drhovle, leží v katastrálním území Mladotice u Drhovle. Nachází se asi 8 km severozápadně od Písku. V roce 2021 zde žilo 54 obyvatel ve 21 domech.
V Mladotických Mlakách je bez okolních samot registrováno 29 čísel popisných. Nachází se zde kaple, kříž, dětské hřiště a šest drobných bezejmenných rybníků. Jihozápadně od Mladotických Mlak je několik vrcholů, z nichž nejvyšší je Velký Kamýk (531 m n. m.)